# 후안 파블로 카리소
후안 파블로 카리소(스페인어: Juan Pablo Carrizo, 1984년 5월 6일 ~)는 아르헨티나의 전 축구 선수이다.